# Бермудский вариант английского языка
Бермудский английский — это региональный диалект английского языка (см. Чёрный английский), распространённый на Бермудах, заморской территории Великобритании в северной Атлантике. «Стандартный английский используется в профессиональной среде и в письменной форме, в то время как на народном бермудском английском языке говорят в более непринужденных случаях». Бермудский акцент начал развиваться в начале XVII века, и сохраняет черты Елизаветинского английского.
Случайные слушатели часто испытывают трудности в распознавании бермудского акцента, так как он отличается от акцентов Великобритании, Америки или Карибского бассейна. Также отмечены различия в восприятии акцента носителями разных диалектов. Для американцев он звучит по-британски, в то время как британцы находят в нём американский манер.

## Классификация
Бермудский английский был назван «одним из наименее исследованых вариантом английского языка». В первую очередь он показывает смесь черт, типичных для британского английского и американского английского, и обычно классифицируется как одна из форм американского (а не карибского) английского языка.